# تشابه ذاتي

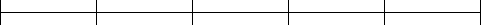
معيار التشابه الذاتي.

تشابه ذاتي (بالإنجليزية: Self-similarity)‏ هو شكل مشابه أو شبه مشابه لجزء من ذاته، هناك العديد من الأمثلة في العالم الحقيقي، مثل السواحل. التشابه الذاتي هو خاصية نموذجية للهندسة الكسيرية. مقياس الثبات [الإنجليزية] هو شكل دقيق من التشابه الذاتي على سبيل المثال، جانب من ندفة الثلج لكوخ متماثلة وغير ثابتة. يمكن تكبيره باستمرار 3 مرات دون أن يتغير الشكل. يتميز التشابه الواضح في الهندسة الكسيرية بهيكلها الناعم، أو بالتفصيل على المقاييس الصغيرة، في المقابل، أن أي جزء من الخط المستقيم قد يشبه الكل، لا يتم الكشف عن المزيد من التفاصيل.
يقال إن الظاهرة المتغيرة زمنيًا تُظهر تشابهًا ذاتيًا إذا كانت القيمة العددية لكمية ملحوظة معينةf(x,t) مختلفة عند قياسها في أوقات مختلفة، مع بقاء الكمية المقابلة اللابعدية عند قيمة معينة x/tz ثابتة، ويحدث ذلك إذا كانت الكمية f(x,t) تبدي ارتقاءً ديناميكيًا (وهو اختبار يثبت أن منظومة ما تبدي تشابهًا ذاتيَا)، الفكرة هي مجرد امتداد لفكرة التشابه بين مثلثين، إذ يمكنك ملاحظة أن أي مثلثين يعتبران متشابهين إذا كانت القيم العددية لأضلاعهما مختلفة، لكن القيم المقابلة غير البعدية -مثل الزوايا- متطابقة.

## التقارب الذاتي

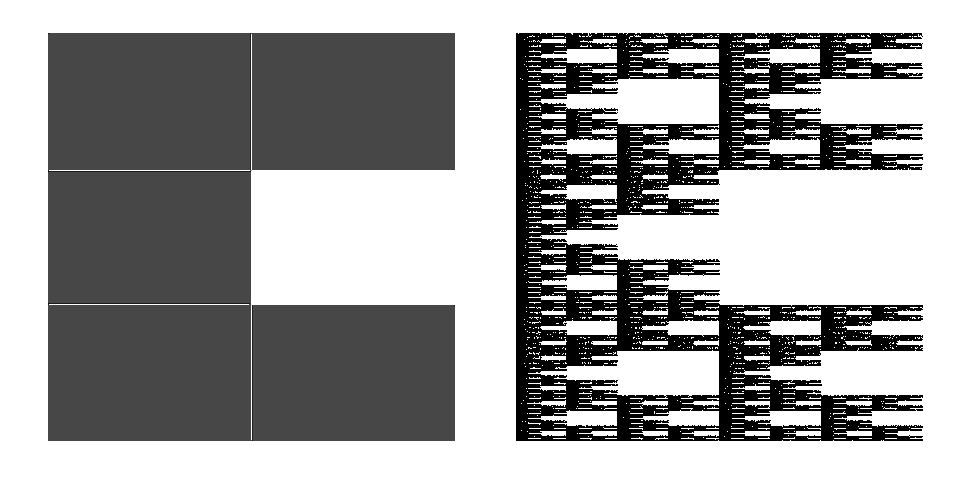
شكل كسيري متقارب ذاتيًا مع بعد هاوسدروف=1.8272.

يعتبر التقارب الذاتي في الرياضيات من إحدى سمات الهندسة الكسيرية التي يتم قياس قطعها بكميات مختلفة في الاتجاهين x و y، ولتقدير التشابه الذاتي لهذه الأشكال الكسيرية، يجب إعادة قياسها باستخدام تحويل تآلفي متباين الخواص.

## التعريف
يكون الفضاء الطوبولوجي المتراص X متشابه ذاتيًا، إذا تواجدت مجموعة منتهية S تُرَمِّز دالات غير شمولية هوميومرفية {\displaystyle \{f_{s}:s\in S\}} بحيث يكون:
{\displaystyle X=\bigcup _{s\in S}f_{s}(X)}
إذا كان {\displaystyle X\subset Y} نقول عن X أنها متشابهة ذاتيًا إذا كانت المجموعة الجزئية الوحيدة وغير الخالية من Y كما في المعادلة أعلاه{\displaystyle \{f_{s}:s\in S\}}، ونقول أن
{\displaystyle {\mathfrak {L}}=(X,S,\{f_{s}:s\in S\})}
يمكن تكرار الأشكال المتشابهة طوبولوجيًا مما يؤدي إلى نظام دالة متكرر، يشكل تركيب الدالات بنية جبرية تدعى مونويد، وفي حال احتوت المجموعة S على عنصرين فقط تدعى ثنائية المونويد، ويمكن تصوير هذه الأخيرة على أنها شجرة ثنائية لانهائية، وبشكل عام إذا كانت المجموعة S تحتوي على عناصر p فقد يتم تمثيل المونويد كشجرة بنظام p-adic.
التماثلات الذاتية لثنائية المونويد هي المجموعة القياسية، ويمكن أن يتم تصويرها على أنها دوران قطعي زائدي للشجرة الثنائية، والفكرة الأكثر عمومية من التشابه الذاتي هي التقارب الذاتي.

## أمثلة

يظهر التشابه الذاتي في مجموعة ماندلبرو بالتكبير على نقطة فيغنباوم عند (−1.401155189..., 0).

مجموعة ماندلبرو هي أيضًا متشابهة ذاتيًا حول نقاط ميسيورفيتش (Misiurewicz points).
للتشابه الذاتي نتائج مهمة بالنسبة لتصميم شبكات الكمبيوتر، حيث تتميز حركة الشبكة النموذجية بخصائص متشابهة، وعلى سبيل المثال؛ يبدو في هندسة الاتصالات عن بعد أن أنماط حركة بيانات تحويل الرزم متشابهة ذاتيًا من الناحية الإحصائية، وتعني هذه الخاصية أن النماذج البسيطة التي تستخدم توزيع بواسون غير دقيقة، وأن الشبكات المصممة دون مراعاة التشابه الذاتي من المحتمل أن تعمل بطرق غير متوقعة.
وبالمثل، توصف حركات سوق الأوراق المالية بأنها تظهر تقاربًا ذاتيًا، أي أنها تبدو متقاربة ذاتيًا عندما يتم تحويلها عن طريق تحويل تآلفي مناسب لمستوى يظهر التفاصيل.، ويصف أندرو لو التشابه الذاتي لعائدات سجل سوق الأسهم في الاقتصاد القياسي.
قواعد التقسيمات المحددة هي تقنية قوية لبناء مجموعات مماثلة لذاتها، بما في ذلك مجموعة كانتور ومثلث سيربنسكي.

### في السبرانية (سيبرنيطيقا)
يعد نموذج النظام القابل للتطبيق لستافورد بيير، نموذجًا تنظيميًا ذو تسلسل هرمي متشابه ذاتيًا

### في الطبيعة
يمكن العثور على التشابه الذاتي في الطبيعة أيضًا، وإلى الجانب صورة متشابهة ذاتيًا تم إنشاؤها رياضيًا للسرخس، وتبدي تمثيل ملحوظ للسراخس الطبيعية، وكذلك نباتات أخرى -مثل البروكلي الرومانسكي- تُظهر تشابهًا ذاتيًا قويًا.

### في الموسيقى
- تبدي تقنية التلحين الكانون أنماط وكميات متنوعة من التشابه الذاتي، وكذلك الأمر في أجزاء من تقنية الفوغا.
- تعتبر نغمة شيبرد متشابهة ذاتيًا من حيث التردد أو الطول الموجي.
- استخدم الملحن الدانماركي بير نوردجارد تسلسلاً صحيحًا ذاتيًا اسمه «التسلسل اللانهائي» في الكثير من موسيقاه.
- في مجال البحث عن استرجاع المعلومات الموسيقية، يشار إلى التشابه الذاتي عادةً إلى حقيقة أن الموسيقى غالبًا ما تتكون من أجزاء تتكرر في الوقت المناسب [8][9]